# Leo II (hoàng đế)
Leo II (tiếng Latinh: Flavius Leo Iunior Augustus, Tiếng Hy Lạp cổ: Λέων Β, Leōn II; 467 – 474) là Hoàng đế Đông La Mã trị vì chưa đầy một năm vào năm 474. Ông là con trai của Zeno và Ariadne, ngoài ra cũng còn là cháu ngoại của Leo I và Verina. Vì là hậu duệ nam gần nhất của Leo, ông được chọn làm người kế vị sau khi ông ngoại mình qua đời. Sau khi cha ông cùng lên ngôi hoàng đế thì vị tiểu hoàng đế đột ngột qua đời vì một căn bệnh chưa rõ nguyên nhân sau khoảng 10 tháng trị vì cho đến tháng 11 năm 474. Có tin đồn lan truyền rằng có thể ông đã bị người mẹ Ariadne đầu độc để đưa người cha Zeno lên ngôi. Thực sự thì chính người cha của ông đã kế thừa ngôi báu cho dù bà ngoại Verina của bà đã lợi dụng cái chết của người cháu yêu dấu để âm mưu chống lại Zeno. 